# پیپت نیکلسون
پیپت نیکلسون (نام علمی: Anthus nicholsoni) یک پرنده گنجشک‌سان کوچک وابسته به سردهٔ پیپیت‌ها Anthus از تیرهٔ دم‌جنبانکان (Motacillidae) است. در گذشته با پیپت نوک‌دراز (Anthus similis) همراه بود اما اکنون اغلب به عنوان یک گونه جداگانه در نظر گرفته می‌شود. پرنده‌ای است که در جنوب آفریقا یافت می‌شود. آنها غیرمهاجر هستند.